# Comuna Krupeț, Slavuta
Krupeț (în ucraineană Крупець) este o comună în raionul Slavuta, regiunea Hmelnîțkîi, Ucraina, formată din satele Krupeț (reședința) și Strîhanî.

## Demografie
Componența lingvistică a comunei Krupeț
     Ucraineană (97,68%)
     Rusă (2,1%)
     Alte limbi (0,22%)
Conform recensământului din 2001, majoritatea populației comunei Krupeț era vorbitoare de ucraineană (97,68%), existând în minoritate și vorbitori de rusă (2,1%).